# Orthotrichum holmenii
Orthotrichum holmenii är en bladmossart som beskrevs av Lewinsky-haapasaari 1996. Orthotrichum holmenii ingår i släktet hättemossor, och familjen Orthotrichaceae. Inga underarter finns listade i Catalogue of Life.